# Mario Nobilo
Mario Nobilo (Lumbarda, 15. lipnja 1952.) hrvatski je političar i diplomat, stalni hrvatski predstavnik pri NATO-u od 5. rujna 2017.
Djelovao je kao glasnogovornik i savjetnik za vanjsku politiku predsjednika Franje Tuđmana, a potom kao veleposlanik. Iz Ureda predsjednika početkom 1992. godine otišao je za šefa hrvatske misije u Ujedinjenim narodima da radi na proceduralnim i političkim aspektima priznanja. Bio je i hrvatski veleposlanik pri Organizaciji za europsku sigurnost i suradnju (OESS) u Beču, Sloveniji, Luksemburgu i Belgiji, kao i pomoćnik ministra vanjskih poslova u vladi Ivice Račana te državni tajnik za političke poslove u vladi Jadranke Kosor.
Od 2017. godine nalazi se na dužnosti veleposlanika Stalnog predstavništva RH pri NATO-u. Prisegnuo je na dužnost 5. rujna. Dana 6. prosinca 2022. godine prihvatio je dužnost dekana Sjeveroatlantskog vijeća NATO-a.